# 伊利亚·波诺马廖夫
伊利亚·弗拉基米罗维奇·波诺马廖夫（羅馬化：Ilya Vladimirovich Ponomaryov，羅馬化：Illia Volodymyrovych Ponomariov；1975年8月6日—），俄裔已歸化烏克蘭政治家、企業家，國家杜馬前議員。

## 生平
波诺马廖夫出生於莫斯科，是物理學家弗拉基米尔·波诺马廖夫和政治家拉里莎·波诺马廖娃的兒子。他也是蘇共國際部部長鮑里斯·波諾馬廖夫之侄。擁有莫斯科國立大學的物理學學士及俄罗斯国立社会大学的公共管理學碩士學位。16歲時，他創立了自己的第一家公司，銷售電腦及軟體。曾擔任過尤科斯的副總裁、首席資訊官，且是該集團的IT專家。2002年至2007年，任俄羅斯聯邦共產黨首席資訊官。2007年12月，當選為國家杜馬議員。2012年至2014年，他參與了斯科爾科沃基金會的國際業務開發、商業化和技術轉讓。
2012年，他與德米特里·古德科夫一起，在反對普京統治的示威中發揮領導作用。弗拉基米爾·普京在3月4日的總統選舉中當選後，他指責政府操縱了選舉。同年6月，他在國家杜馬發表講話時稱統一俄羅斯黨成員是「騙子與小偷」，該稱謂是阿列克谢·纳瓦利内創造的。9月，國家杜馬投票譴責波諾馬廖夫，並禁止他發言一個月。統一俄羅斯黨員還提議指控他誹謗。
波諾馬廖夫是2014年俄羅斯入侵烏克蘭期間唯一投票反對將克里米亞併入俄羅斯的國家杜馬議員。儘管他批評2014年烏克蘭革命是由新自由主義者和民族主義者聯盟推動的，但他辯解稱，有必要與「烏克蘭兄弟民族」保持友好關係，避免軍事對抗；他還認為俄羅斯吞併克里米亞的行動將把烏克蘭排除在俄羅斯的傳統勢力範圍之外，可能激起北約的進一步擴張。在這次投票之後，許多人要求他辭職，他受到了譴責和驅逐的威脅。2014年8月，身處美國加利福尼亞州的波諾馬廖夫被俄羅斯聯邦法警凍結了在俄國內的銀行賬戶，且宣佈正在對其進行調查，其間不許他返回俄羅斯。他只得客居聖荷西。
俄羅斯調查人員聲稱他曾貪污了用於斯科爾科沃技術中心的2200萬盧布款項，波諾馬廖夫稱這一指控出於政治動機。不過，由於杜馬議員擁有憲法中規定的豁免權，他可以免於被起訴。2015年4月7日，國家杜馬試圖撤銷憲法對他的刑事起诉保護，最終褫奪了他的議會豁免權。同年7月17日，莫斯科法院缺席審判該案件，決定逮捕他，並發出國際通緝令。
2016年4月，波諾馬廖夫流亡烏克蘭基輔。6月10日，國家杜馬經過投票，以「長期缺席立法機構會議」為由開除其議員職位。6月24日，他取得烏克蘭的臨時居留許可。2017年3月23日，前國家杜馬議員杰尼斯·沃罗年科夫去見他的途中被槍殺，此後他開始受到烏克蘭國家安全局的保護。
2019年5月17日，烏克蘭總統彼得·波罗申科在其任期的最後一天宣佈給予他烏克蘭公民身份。2022年俄羅斯入侵烏克蘭之後，波諾馬廖夫加入了烏克蘭軍隊。他說自己「不是對抗（俄羅斯），是在與普京、普京主義和俄西斯主义對抗」。
2022年，他发起成立俄罗斯流亡议会“人民代表大会”。